# Comuna Zelenîțea, Iemilciîne
Zelenîțea (în ucraineană Зеленицька сільська рада) este o comună în raionul Iemilciîne, regiunea Jîtomîr, Ucraina, formată din satele Duha, Huta-Zelenîțka, Viktorivka, Vilhivka și Zelenîțea (reședința).

## Demografie
Componența lingvistică a comunei Zelenîțea
     Ucraineană (97,65%)
     Rusă (1,92%)
     Alte limbi (0,42%)
Conform recensământului din 2001, majoritatea populației comunei Zelenîțea era vorbitoare de ucraineană (97,65%), existând în minoritate și vorbitori de rusă (1,92%).